# Chidambaram Nm
Chidambaram Nm es una ciudad censal situada en el distrito de Cuddalore en el estado de Tamil Nadu (India). Su población es de 6039 habitantes (2011).

## Demografía
Según el censo de 2011 la población de Chidambaram Nm era de 6039 habitantes, de los cuales 3214 eran hombres y 2825 eran mujeres. Chidambaram Nm tiene una tasa media de alfabetización del 92,40%, superior a la media estatal del 80,09%: la alfabetización masculina es del 96,61%, y la alfabetización femenina del 87,63%.